# Kláštor pod Znievom
Kláštor pod Znievom (bis 1927 slowakisch „Kláštor pod Zniovom“; deutsch Kloster(-Kühhorn), ungarisch Znióváralja – älter auch Klastorznióváralja) ist eine Gemeinde in der Mittelslowakei mit 1843 Einwohnern (Stand 31. Dezember 2024), die zum Okres Martin im Žilinský kraj gehört.

## Geographie

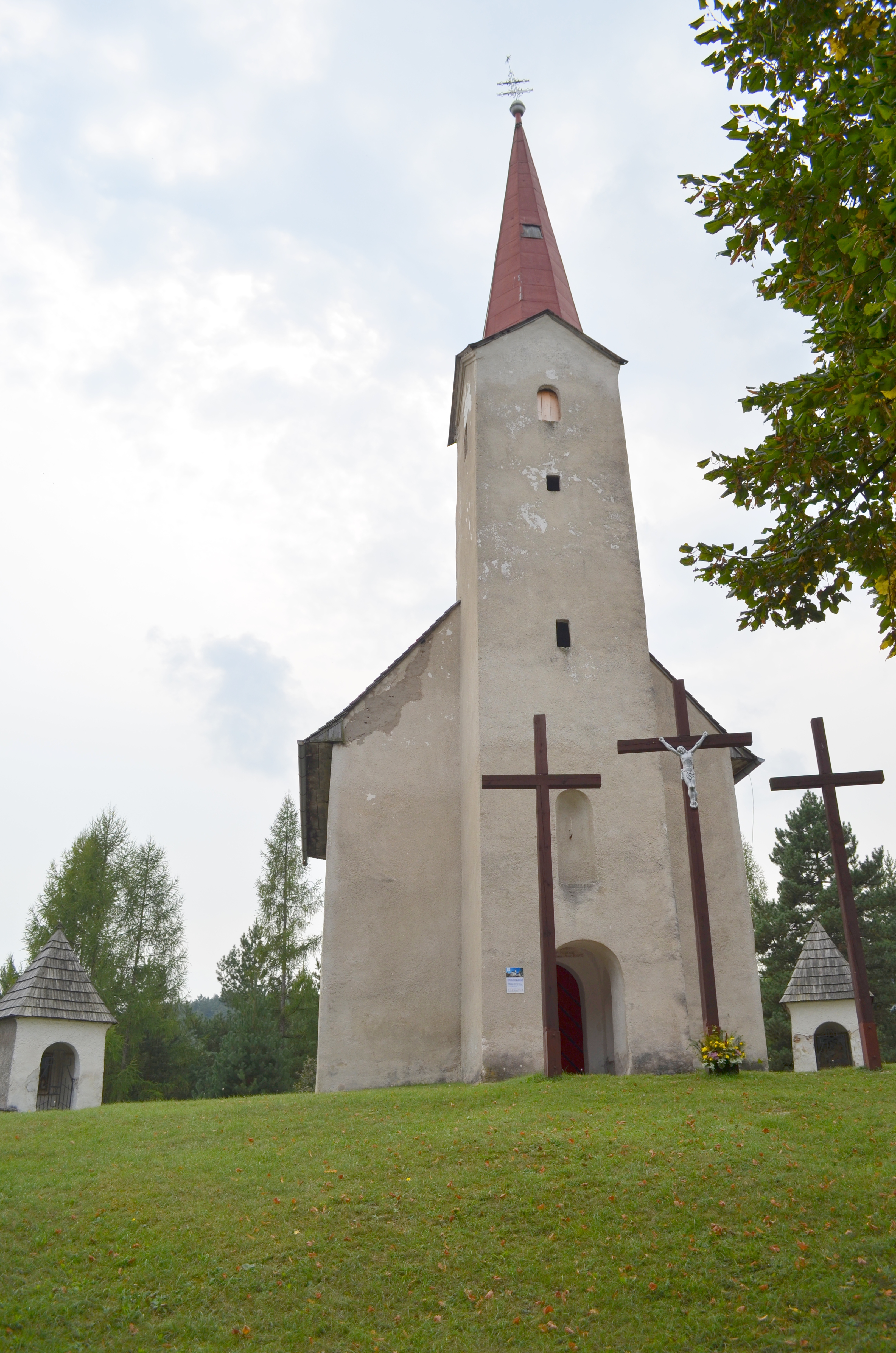
Kirche

Die Gemeinde befindet sich im westlichen Teil des Turzbeckens (slowakisch Turčianska kotlina) am Übergang in die westlich gelegene Kleine Fatra, auf einem Schwemmkegel des Baches Vríca im Einzugsgebiet des Turiec. Das Ortszentrum liegt auf einer Höhe von 500 m n.m. und ist 17 Kilometer von Martin entfernt.
Verwaltungstechnisch besteht die Gemeinde aus dem Hauptort Kláštor pod Znievom (Kloster(-Kühhorn)) und dem 1971 eingemeindeten Ort Lazany.
Nachbargemeinden sind Valča im Norden, Slovany im Norden, Nordosten und Osten, Rakovo und Laskár (Ortsteile Valentová und Laskár) im Osten, Socovce, Turčiansky Ďur und Moškovec im Südosten, Ondrašová im Süden, Abramová (Ortsteil Polerieka), Vrícko im Westen sowie Rajecká Lesná und Rajec im Nordwesten.

## Geschichte

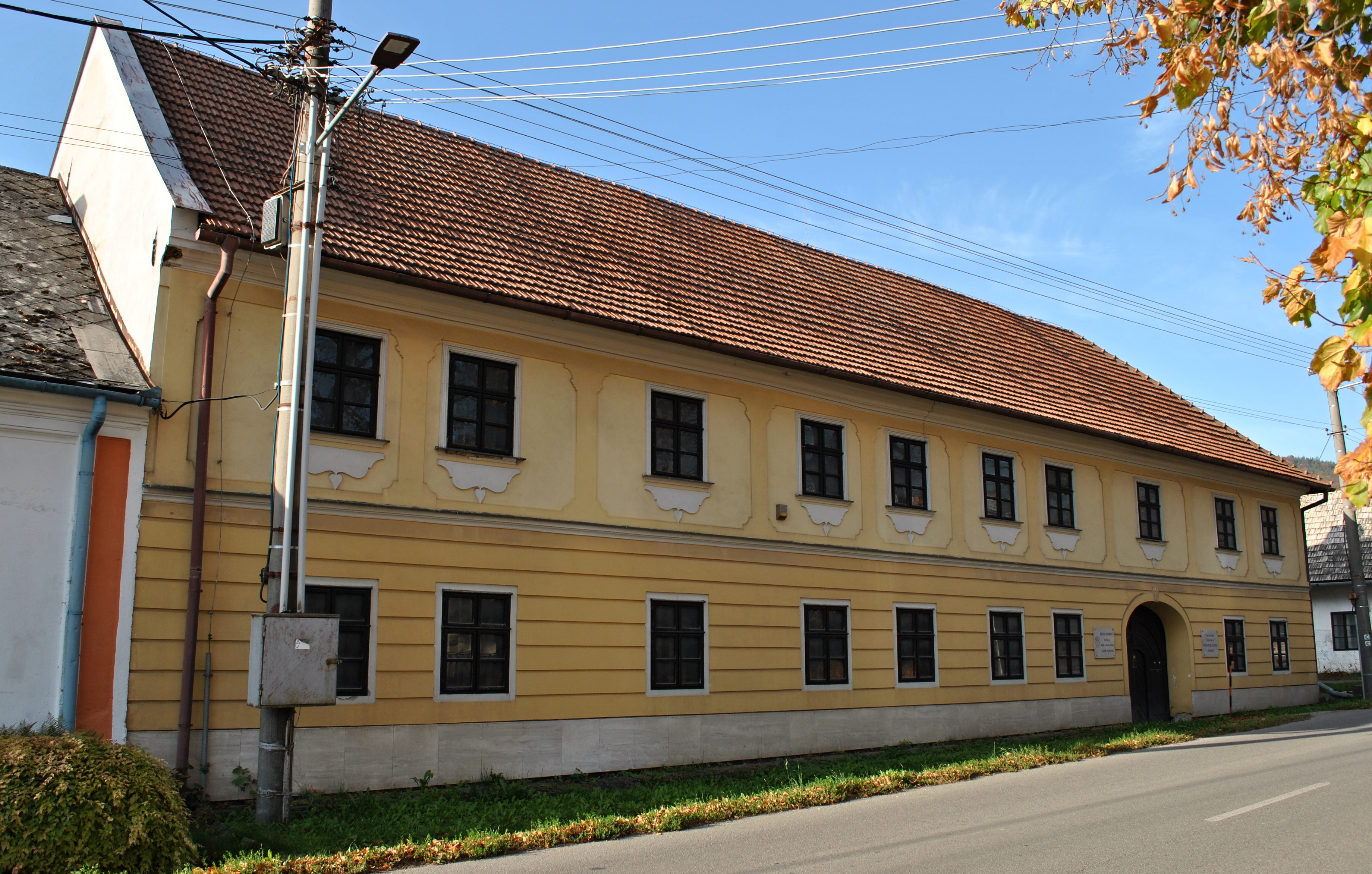
Gebäude des slowakischen Gymnasiums

Kláštor pod Znievom wurde 1113 zum ersten Mal schriftlich als Villa sancti Ypoliti erwähnt und gehörte dem im Kloster Zobor ansässigen Benediktinerorden. Das Dorf entwickelte sich aus einer Siedlung unterhalb der Burg Zniev (im Mittelalter vorwiegend Turiec genannt, z. B. 1243 castrum Turuz, im 18. Jahrhundert aufgegeben). 1248 ließen sich Prämonstratenser in der damals noch spärlich besiedelten Region nieder, 1252 erhielt die Propstei Ländereien, bald darauf wurde das Konvent Jungfrau Maria gegründet. In der zweiten Hälfte des 13. Jahrhunderts erhielt der Ort Stadtrechte (nach dem Karpfener Recht) als erster Ort in der Turz, war allerdings bereits im 14. Jahrhundert eine Landstadt, deren Einwohner in den nächsten Jahrhunderten um ihre Rechte kämpfen mussten. Der Stadtentwicklung verhalf ein nahe verlaufener Handelsweg, weiter wurde hier Maut erhoben, dazu hatten die Einwohner das Recht, Bier zu brauen und Spirituosen zu brennen. 1666 wurden die Bürger zur Aufgabe der Stadtrechte nach der Hinrichtung des Richters und zwei Vorsteher gezwungen. 1785 hatte die Ortschaft 128 Häuser und 1141 Einwohner, 1828 zählte man 137 Häuser und 1584 Einwohner, die unter anderem als Ölhändler beschäftigt waren. Von 1869 bis 1874 war Kláštor pod Znievom Sitz eines der drei slowakischen Gymnasien im damaligen Königreich Ungarn. Im späten 19. Jahrhundert kam es zum Untergang des örtlichen Handels, worauf viele Einwohner als Hausierer tätig waren oder ins Ausland umzogen.
Bis 1918 gehörte der im Komitat Turz liegende Ort zum Königreich Ungarn und kam danach zur Tschechoslowakei beziehungsweise heute Slowakei. In der ersten tschechoslowakischen Republik waren die Einwohner als Handwerker, Händler und Landwirte beschäftigt. Ein Teil der Einwohner beteiligte sich am Slowakischen Nationalaufstand, der Ort wurde am 10. April 1945 befreit.

## Bevölkerung
| Jahr                | 1994 | 2004    | 2014    | 2024     |
| ------------------- | ---- | ------- | ------- | -------- |
| Anzahl der Personen | 1532 | 1481    | 1598    | 1843     |
| Unterschied         |      | −3,32 % | +7,90 % | +15,33 % |

| Jahr                | 2023 | 2024    |
| ------------------- | ---- | ------- |
| Anzahl der Personen | 1823 | 1843    |
| Unterschied         |      | +1,09 % |

Nach der Volkszählung 2011 wohnten in Kláštor pod Znievom 1510 Einwohner, davon 1425 Slowaken, vier Tschechen, jeweils zwei Magyare und Roma sowie jeweils ein Pole und Ukrainer. 75 Einwohner machten keine Angabe zur Ethnie.
1038 Einwohner bekannten sich zur römisch-katholischen Kirche, 160 Einwohner zur Evangelischen Kirche A. B., acht Einwohner zur griechisch-katholischen Kirche, sieben Einwohner zur altkatholischen Kirche sowie jeweils ein Einwohner zur Bahai-Religion, zu den christlichen Gemeinden, zu den Zeugen Jehovas und zur reformierten Kirche. 14 Einwohner bekannten sich zu einer anderen Konfession, 172 Einwohner waren konfessionslos und bei 107 Einwohnern wurde die Konfession nicht ermittelt.

## Bauwerke und Denkmäler
- Ruine der Burg Zniev

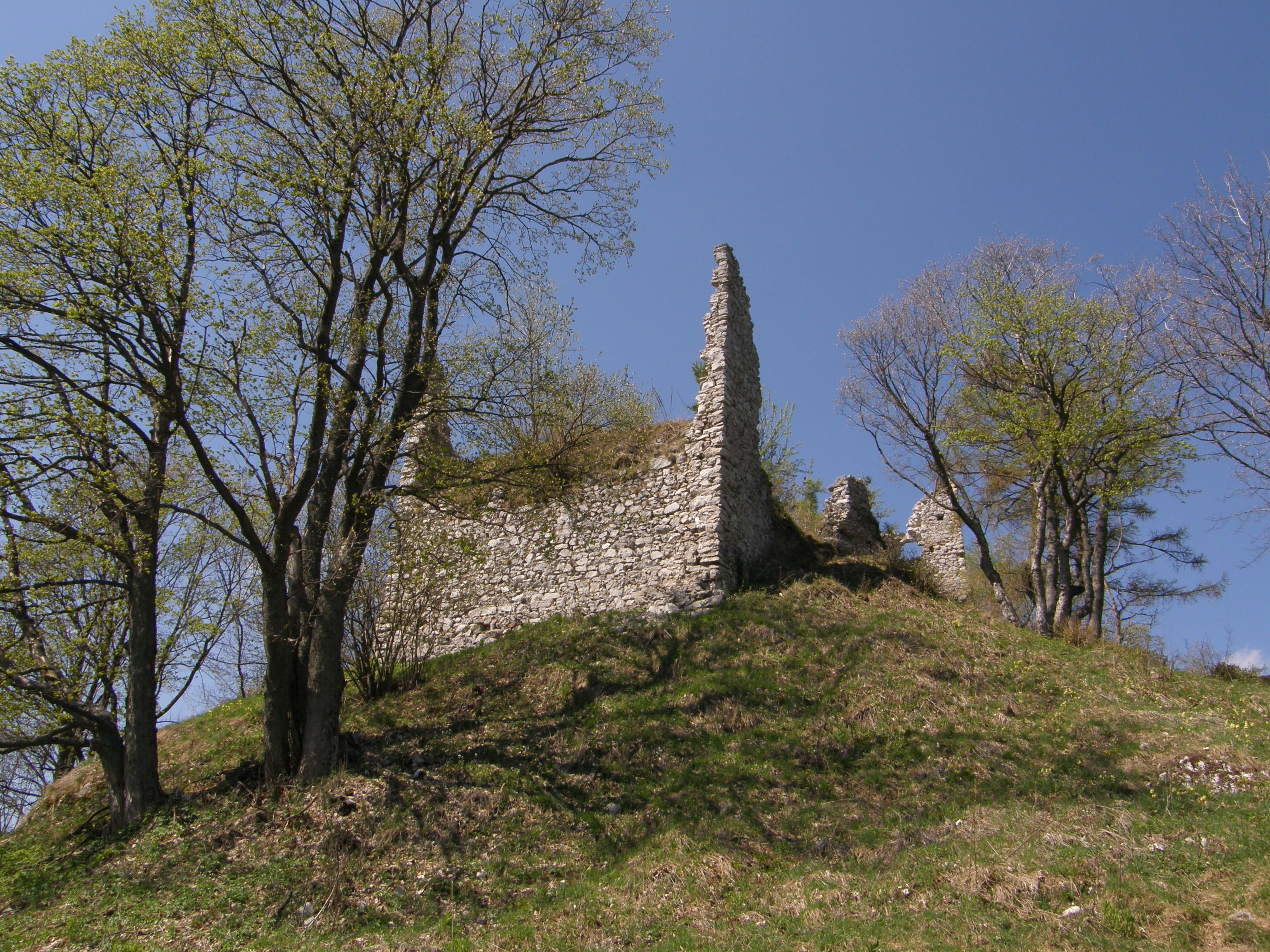
Burgruine Zniev

- Kloster und Kirche der Prämonstratenser, später Jesuiten aus dem 13. Jahrhundert, im 16. Jahrhundert umgebaut
- Pfarrkirche St. Nikolaus aus der zweiten Hälfte des 13. Jahrhunderts
- Kalvarienberg
- Gebäude des slowakischen Gymnasiums

## Verkehr
Durch Kláštor pod Znievom verläuft die Cesta III. triedy 1796 („Straße 3. Ordnung“) von Ležiachov (Anschluss an die regionale Cesta II. triedy 519 zwischen Rakovo und Nitrianske Pravno) nach Kľačno. Etwa vier Kilometer vom Ort entfernt steht die Haltestelle Kláštor pod Znievom an der Bahnstrecke Salgótarján–Vrútky (Teilstrecke Diviaky–Vrútky).

## Persönlichkeiten
- Alexander Moyzes (1906–1984), slowakischer Komponist